# (4403) Kuniharu
(4403) Kuniharu ist ein Hauptgürtelasteroid, der am 2. März 1987 von dem Astronomen Yoshiaki Ōshima vom Gekkō-Observatorium aus entdeckt wurde.
Der Asteroid wurde nach dem Kuniharu-Observatorium in  Okazaki benannt.